# Vjerovanje
Vjerovanje ili uvjerenje  je mentalni čin kojim netko prihvaća kao istinit neki sud, tvrdnju ili mišljenje iako za to prihvaćanje nema neposredne osnove u vlastitom iskustvu niti ga može opravdati pravilnim logičkim izvođenjem iz suda koji je već utvrđen kao istinit. To je subjektivno duhovno tumačenje ishoda percepcije, vlastitog razmišljanja ili komunikacije.
Psihološka je osnova vjerovanja različita: nekada se ono zasniva na stavu intelektualne receptivnosti ili sugestibilnosti koji pojedinac zauzima prema sudovima i mišljenjima koja su u njegovoj društvenoj okolini prihvaćena; nekada na povjerenju u autoritet (osobe, institucije i slično) koji određena mišljenja zastupaju ili nameću. Kada se vjerovanje odnosi na činjenice svakidašnjeg ili znanstvenog iskustva, ono se često oslanja i na "vjerodostojnost", tj. na mogućnost da se sadržaj vjerovanja kao "vjerojatan" uklopi u sustav iskustava i na iskustavu osnovanih spoznaja.
Filozofski pojam vjerovanja sagledavao se kroz prizmu suda, u čemu se osobito ističu David Hume i Immanuel Kant. 
U klasičnoj logici, vjerovanje se smatra tvrdnjom, jer iznosi neku tvrdnju ili očekivanje o stvarnosti za koju se pretpostavlja da je istinita ili lažna (čak i ako se to ne može praktički provjeriti, kao što je vjera u postojanje nekog božanstva).
Vjerovanje je u praksi vrlo korisno, jer u svakodnevnom životu vjerujemo u više stvari nego što se čini. Ljudi vjeruju u poruke, ideje, djelotvornost, ljubav, druge ljude i namjere, kao i u mnoge druge vjerojatne ili nevjerojatne događaje, kao što su horoskopi i vještice.